# Kecerovce
Kecerovce ist eine Gemeinde im Okres Košice-okolie innerhalb des Košický kraj mit etwa 3000 Einwohnern.
Der Ort liegt am Fluss Oľšava im Ostteil der Košická kotlina (Kaschauer Kessel), unterhalb des Gebirges Slanské vrchy im Osten, auf einem leicht hügeligen Terrain. Das Ortszentrum liegt auf der Höhe von 328 m n.m. Kecerovce liegt etwa 24 Kilometer nordöstlich der Stadt Košice.
Die Gemeinde entstand 1975 durch Zusammenschluss der bis dahin selbständigen Orte Kecerovské Pekľany (bis 1927 „Kecerské Pekľany“, ungarisch Kecerpeklén) westlich des Flusses Oľšava und Kecerovské Kostoľany (bis 1927 „Kecerské Kostoľany“, ungarisch Kecerkosztolány) östlich davon. Beide Orte sind seither Gemeindeteile von Kecerovce.
Kecerovské Kostoľany wurde zum ersten Mal 1229, während Kecerovské Kostoľany 1427 als Peklen schriftlich erwähnt. Beide diese bis 1918 im Komitat Scharosch innerhalb des Königreichs Ungarn liegende Orte waren landwirtschaftlich geprägt. In der Gemeinde befinden sich die Kirche des Heiligen Ladislaus aus dem Jahr 1628, ein ursprünglich spätgotisches Landschloss der Familie Kecer aus dem Ende des 15. Jahrhunderts sowie ein Renaissance-Landschloss aus den Jahren 1580–82, heute in verfallendem Zustand.

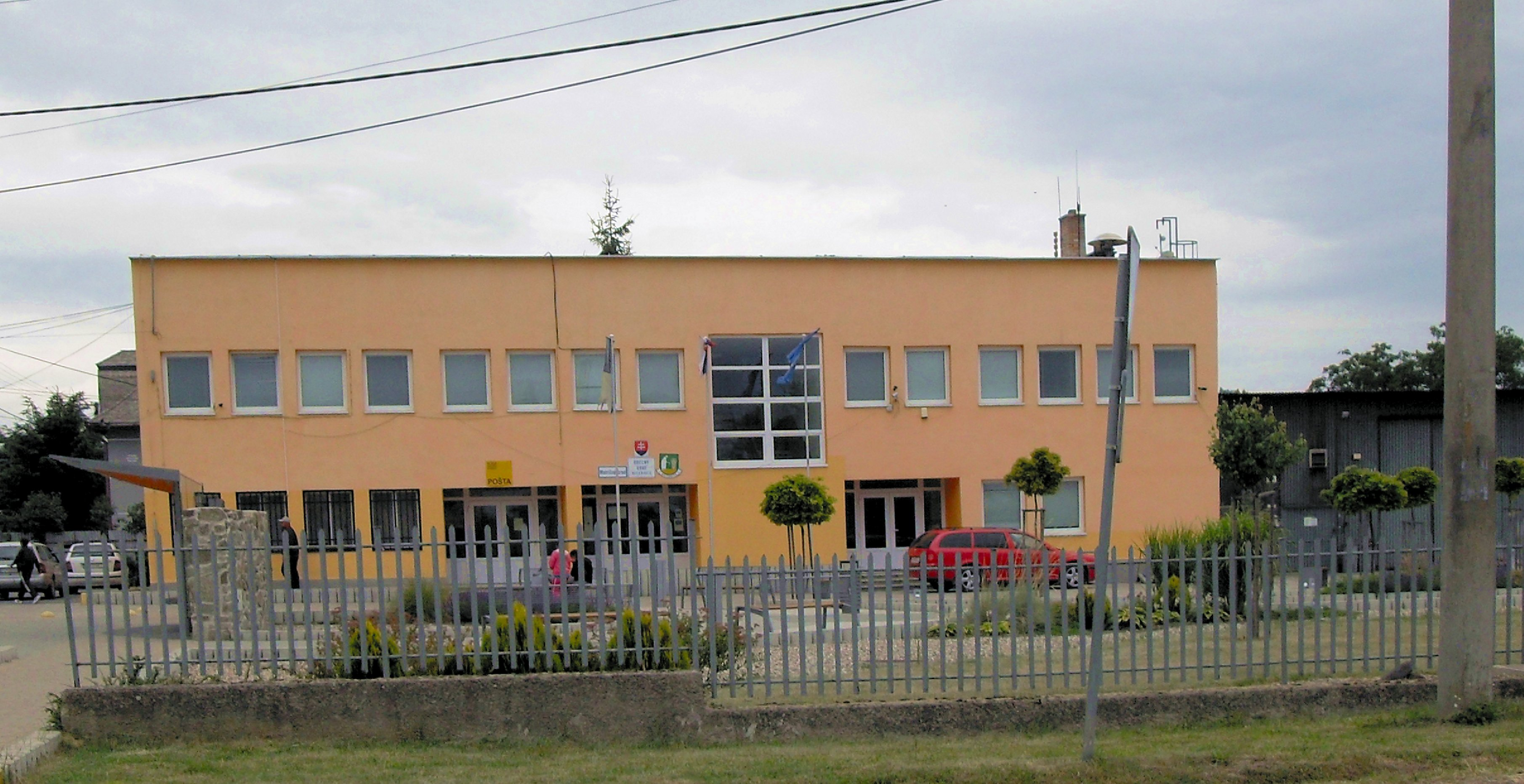
Gemeindeverwaltung von Kecerovce

Bei der Gemeinde auf dem Weg nach Vtáčkovce liegt der Standort eines geplanten Atomkraftwerks, der schon im Nuklearprogramm der Tschechoslowakei und zuletzt 2006 erneut geplant wurde. Deshalb galt in den 1980er Jahren eine Bausperre, die jedoch nach der Samtenen Revolution aufgehoben wurde. Die meisten jungen Einwohner verließen die Gemeinde und es siedelten sich viele Roma an, die heute etwa 80 % der Bevölkerung ausmachen.  Bei der Volkszählung 2001 gaben 62 % der Einwohner ihre Ethnie als Roma an.

## Bevölkerung
| Jahr                | 1994 | 2004     | 2014     | 2024     |
| ------------------- | ---- | -------- | -------- | -------- |
| Anzahl der Personen | 1937 | 2582     | 3283     | 4076     |
| Unterschied         |      | +33,29 % | +27,14 % | +24,15 % |

| Jahr                | 2023 | 2024    |
| ------------------- | ---- | ------- |
| Anzahl der Personen | 3973 | 4076    |
| Unterschied         |      | +2,59 % |